# Michel de Corbeil
Michel de Corbeil (* um 1145 in Corbeil; † 28. November 1199) war französischer Geistlicher.

## Leben
Michel ist der Großonkel von Renaud oder Réginald de Corbeil, Bischof von Paris. Sein Bruder, Pierre de Corbeil, war Bischof von Cambrai, bevor er ihm als Erzbischof von Sens nachfolgte. Mathilde, seine Schwester, war Äbtissin der Abtei Chelles.
Er war nacheinander Kanoniker der Abtei Saint-Géry in Cambrai, Archidiakon der Kathedrale von Brüssel, Dekan der Kirchen von Laon und im Jahr 1192 dann von Paris.
1193 wurde zum Lateinischen Patriarchen von Jerusalem ernannt, bevor er Anfang 1194 zum Erzbischof von Sens wurde. Am 24. April 1194 wurde er zum Bischof von Sens geweiht. Er leitete das Konzil von Sens im Jahr 1198.
Er starb am 28. November 1199 und wurde von seinem Bruder Pierre de Corbeil, dem damaligen Bischof von Cambrai, abgelöst.